# Eisenbahnunfall von Schönebeck (1996)
Der Eisenbahnunfall von Schönebeck war die Entgleisung eines Güterzuges mit anschließender Explosion und Brandkatastrophe bei Schönebeck (Elbe) am 1. Juni 1996. 18 Verletzte waren die Folge. Es war einer der größten Unfälle mit Gefahrgut auf deutschen Eisenbahnen.

## Ausgangslage
Ein Zug, bestehend aus Lokomotive und 18 Kesselwagen, war auf der elektrifizierten Bahnstrecke Magdeburg–Leipzig unterwegs. Er sollte Vinylchlorid von der Limburgse Vinyl Maatschappij im belgischen Tessenderlo nach Schkopau zum Olefinverbund transportieren. Hinter dem Bahnhof von Schönebeck war die Fahrstraße so gebildet, dass er über eine Weiche von Gleis 3 nach Gleis 1 wechseln musste. Die Bahnstrecke war hier von Kleingärten umgeben.

## Unfallhergang
Beim Überfahren der Weiche entgleiste gegen 17:30 Uhr das hintere Drehgestell des sechsten Wagens. Das Drehgestell riss ab und zwischen dem sechsten und siebten Wagen kam es zur Zugtrennung. Die Lokomotive rollte mit den vorderen Wagen zwar weiter, kam aber – weil aufgrund der Trennung der Bremsschläuche die Zwangsbremsung sofort ausgelöst wurde – nach 400 Metern zum Stehen.
Die folgenden Wagen des Zuges entgleisten, fielen ins Nachbargleis und bohrten sich ins Gleisbett. Dabei stiegen hintere auf vorangefahrene Wagen auf. Der drittletzte Wagen berührte die Oberleitung. Dies führte zur Explosion des Frachtgutes und des Kesselwagens. Eine Feuerwalze überrollte die benachbarten Kleingärten. Weitere vier Wagen gerieten in Brand, eine 600 bis 800 Meter hohe Rauchsäule bildete sich über der Unfallstelle.

## Folgen
Die örtliche Freiwillige Feuerwehr konzentrierte sich zunächst auf die Rettung von Personen aus den Kleingärten. Da ihr unbekannt war, was brannte, war auch nicht klar, wie gelöscht werden durfte. Die Unfallstelle war durch den Rauch unübersichtlich. Anfangs war nicht festzustellen, wie viele Wagen entgleist waren und wie viele brannten. Ein angeforderter Hubschrauber flog Luftaufklärung. Erst dadurch wurde bekannt, dass der vordere Zugteil mit Lokomotive vor der Unfallstelle auf der Strecke stand. Erst mehr als 1½ Stunden nach dem Unfall wurde der Lokomotivführer nach den Begleitpapieren gefragt. Aus dem Frachtbrief ergab sich, dass alle Wagen des Zuges Vinylchlorid geladen hatten.
Die Werkfeuerwehr BASF in Ludwigshafen erfuhr aus Radioberichten von dem Unfall, erreichte per Telefon die Freiwillige Feuerwehr Schönebeck und beorderte anschließend Spezialisten aus ihrem Zweigwerk in Schwarzheide zur Unfallstelle. Außerdem machte sie sich selbst mit Feuerwehrfahrzeugen auf den Weg dorthin.
Am nächsten Morgen gegen 7:30 Uhr waren alle Brandherde gelöscht. Es dauerte allerdings bis zum 16. Juni, bis alles Vinylchlorid aus den Kesselwagen gepumpt und diese entgast und drucklos waren.
Offizielle Feststellung zur Unfallursache durch das Eisenbahn-Bundesamt war eine verschlissene Weiche, die eine Spurerweiterung aufwies, im Zusammenwirken mit der sich bei der s-förmigen Fahrt über die Weichen aufschaukelnden flüssigen Ladung der Kesselwagen, in die keine Schwallbleche eingebaut waren. Das Bundesverkehrsministerium stellte an 11 der 18 Kesselwagen erhebliche Mängel fest. Die Staatsanwaltschaft stellte 1998 das aufgenommene Ermittlungsverfahren ein.